# حكاري (ولاية)
وِلَايَةُ حَكَّارِيّ (بالتركية: حكاری ولایت/Hakkâri ili؛ بالكردية: پارێزگای جۆلەمێرگ) ولاية تقعُ في جنوب شرق تركيا حيث تبلغُ مساحتها 7،121 كم² فيمَا يبلغُ عدد سكانها 286،470 حسب إحصاءٍ يعودُ لعام 2018. تأسَّست الولاية عام 1936 حيث اشتُقَّت من ولاية وان فأصبحت على حدودٍ معَ ولاية شرناق من الغرب وولاية وان نفسها من الشمال فيما تحدُّها إيران من الشرق والعراق من الجنوب. المُحافظ الحالي هو إدريس أكبييك، وتُعتبر الولاية معقلًا للقوميّة الكردية فضلًا عن كونها بؤرة ساخنة في الصِّراع التركي الكردي.

## أقضيتها
تنقسم ولاية حكاري إلى خمسة أقضية وهي:
- جوقرجة[10]
- درهجك[11]
- حكاري
- شمدنلة
- يكسيكوة

## التركيبة السكانية
تقعُ ولاية حكاري في كردستان التركيّة حيث أنَّ الأغلبية الساحقة من سكّانها هم من الأكراد. تُعتبر حكاري ولاية قبليّة حيث أنَّ معظم الأكراد فيها يلتزمون بالمذهب الشافعي مع وجود الطريقة النقشبندية بقوة حول شمدينلي. تشملُ القبائل الكردية في الولاية دوسكي وإرتوشي وجيردي وهركي وجركي وبينانيش. كان في المنطقة عددٌ كبيرٌ من السُّكان المسيحيين الآشوريين من مختلف القبائل قبل الإبادة الجماعية الآشورية (والتي تُعرف أكثر باسمِ مذابح سيفو) عام 1915. كانت تستوطن الولاية عددٌ من القبائل الآشورية على غِرار جيلو وديز وباز وتخوما وتياري. وُصفت العلاقات بين الآشوريين والأكراد بأنها «علاقةُ تعايشٍ مُتوتر» حيث استطاع الطرفينِ بطريقةٍ أو بأخرى التعايش على الرغم من الخلافات المتكررة حول الأرض والمحاصيل وباقي الأمور الخلافيّة. كان الاستياء الآشوري في المنطقة مُوجَّهًا أكثر نحو العثمانيين من الأكراد وذلك بسبب العداء العثماني للأقلية المسيحية معتبرين إياهم عنصرًا غير موالٍ من غير المسلمين.
كان 98.8٪ من السكان مسلمين، بينما شكَّلَ اليهود أكبر أقلية دينية بنسبة 0.1٪ في تعداد عام 1945. وُجِدَ في نفس الإحصاء أنَّ عدد متحدثي اللغة الكردية بلغَ ما نسبته 87.8٪ فيمَا بلغ عدد متحدثي اللغة التركيّة ما نسبتهُ 11.4٪ من السكان. غادر السُّكان اليهود في الولاية إلى إسرائيل بعد عام 1948 بقليل. وجد تعدادٌ آخر عام 1950 – أي بعد خمس سنواتٍ فقط من التعدد الأول – أنَّ ما نسبتهُ 89.5٪ من السكان يتحدثون الكردية كلغة أولى بينما كانت التركية هي ثاني أكبر لغة يُتحدَّث بها في المنطقة بنسبةٍ بلغت 9٪ فقط. أفرزَ الإحصاء السكاني اللاحق عام 1955 نتائج متقاربة مع ما سبقه، حيثُ بلغَت نسبة المتحدثين أو المتكلّمين باللغة الكردية كلغة أولى ما نسبتهُ 88.4٪ من السكان فيما لم تتجاوز اللغة التركية نسبة 11.5٪، ووجدَ نفس الإحصاء أنَّ 100٪ من السكان مسلمون. ظلَّت اللغتان الكردية والتركية أكبر لغتين أوليَّتين في تعداد عام 1960 بنسبة 80.7٪ للأولى و19.2٪ للثانيّة، وكما في التعداد السابق فقد شكَّلَ المسلمون 100٪ من السكان وهو ما يعني – حسبَ الإحصاء – أنَّ كل السكان يتبعون الإسلام. ظلَّت اللغة الكردية في آخر تعدادٍ أُجري في تركيا عام 1965 هي اللغة الأولى الأكبر بنسبة متحدثين بلغت 86.2٪، بينما ظلَّت التركية ثاني أكبر لغة متحدث بها في الولاية بنسبة 12.3٪، وجاء في نفس الإحصاء أنَّ 99.1٪ من السكان مسلمون و0.8٪ مسيحيون.

## التاريخ
بعد الدمار الذي لحق بالمراكز الحضرية لبلاد ما بين النهرين على يدِ تيمورلنك القائد العسكريّ الذي عملَ تحت ستار استعادة الإمبراطورية المغولية وبعد احتلالهِ لبغداد وما تبعَ ذلك من تدميرٍ لمدينة تكريت وتدميرٍ لعددٍ من الكنائس في المنطقة، تعرَّض الإسماعيليون والمسلمون السُّنة والشيعة على حدٍ سواءٍ لهجومٍ عشوائي من قِبل تيمورلنك في النصفِ الثاني من القرن الرابع عشر. لجأ نتيجة لكلِّ هذا القليلُ من الناجين بين أشوريي حكاري والمنطقة المحيطة. لقد أنتجت هذه المنطقة في تلك الفترة العديد من الأساقفة والبطاركة حيث اعتُمد على ما يُعرف بالخلافة الوراثيّة لمنعِ الانهيار الكنسي الكامل للكنيسة. اختفى الآشوريون بحلول القرن السادس عشر من العديد من المدن التي انتشروا فيها سابقًا مثل تبريز ونصيبين، فيما انتقل رأس كنيسة المشرق من بغداد إلى مراغة (في إيران) عام 1553.

### السيطرة العثمانية
على الرغم من أنَّ المنطقة كانت اسميًا تحت السيطرة العثمانية منذ القرن السادس عشر، إلا أنها كانت تُدار كإمارة (فعُرفت حينها باسمِ إمارة حكاري) من قِبل سُكَّانها الأكراد وتوابعهم الأشوريين. لقد قامَ الأكراد بتوطينِ المزارعين الأرمن في المنطقة، ثمَّ تغيَّر الوضع بعد حُكم بدر خان وإصلاح التنظيمات العثمانيّة حيث تمكَّن العثمانيون من بسطِ سيطرتهم الكاملة دون معارضة. كانت المنطقة جزءًا من ولاية وان خلال العصر العثماني حيث كانت هي وباش قلعة عاصمة للولاية باستثناءِ الفترة الممتدة من 1880 حتى 1888 حينما أصبحت ولاية. بدأت حكاري اعتبارًا من عام 1920 في إنتاجِ الرصاص الذي استخدمتهُ الحكومة – كونه قادمٌ من مناجم مملوكة لها – في صُنعِ الطلقات.

#### مجازر بدر خان
بدأَ في القرنِ التاسع عشر ظهور العديد من المراكز الكردية التي تنافست في المنطقة، فتمكَّن مير محمد الأمير الكردي لإمارة سوران الواقعة حول روانديز من عزلِ منافسيه والسيطرة على منطقةٍ تمتدُّ من ماردين إلى أذربيجان الفارسية، إلا أنه هُزِمَ في المعركة عندما حاول إخضاع أشوريي حكاري عام 1838. سعى العثمانيون إلى تعزيز سيطرتهم على المنطقة، فدخلوا معه في حربٍ مكلفةٍ أدت في النهاية إلى حَلِّ إمارته. سعى بدرخان بك من بوتان بعد سقوطِ منافسه الرئيسي إلى بسطِ سيطرته بضمِّ المناطق الآشورية في حكاري، فاستغلَّ الشقاق بين البطريرك شمعون السابع عشر إبراهيم ونور الله أمير حكاري. تحالفَ بدر خان مع نور الله وهاجم الآشوريين في حكاري في صيف عام 1843 فذبحهم وأخذ من نجا منهم عبدًا، ثمّ وقعت مجزرةٌ أخرى عام 1846 بحقِّ قبيلة تياري في حكاري. ضغطت القوى الغربية التي شعرت بالقلق من المجازر على العثمانيين للتدخل فهزموا أمير بوتان في النهاية نافين إيَّاهُ إلى جزيرة كريت عام 1847.

#### الإبادة الجماعية
وُعِدَ البطريرك شمعون التاسع عشر بنيامين عشيّة الحرب العالمية الأولى بمعاملة تفضيلية تحسُّبًا للحرب، لكن وبعد فترةٍ وجيزةٍ من بدء الحرب تعرضت المستوطنات الآشورية والأرمنية الواقعة شمال حكاري للهجوم والنهب من قبل القوات الكردية غير النظامية المتحالفة مع الجيش العثماني في الإبادة الجماعية الآشورية، فيما أُجبر الأسرى على الانضمام إلى كتائب العمل قبل أن يُعدموا في وقتٍ لاحق. كانت نقطة التحول عندما أُسِرَ شقيق البطريرك أثناء دراسته في القسطنطينية، حيثُ طالب العثمانيون بالحياد الآشوري ثمّ أعدموه كتحذيرٍ لهم، ثمّ أعلنَ البطريرك في المقابلِ الحرب على العثمانيين في العاشر من نيسان/أبريل 1915.
تعرض الآشوريون على الفور للهجوم من قبل الأكراد غير النظاميين المدعومين من العثمانيين مما دفع معظم الآشوريين إلى الفرار من حكاري إلى قِمم الجبال حيث قُتل من بقوا في قراهم. تمكَّن شمعون بنيامين من الهربِ إلى أرومية (أو أورميا) التي كانت في ذلك الوقت تحت السيطرة الروسية وحاولَ إقناع الروس هناك بإرسال قوة إغاثة إلى الأشوريين المُحاصَرين، لكنَّ الروس ردُّوا بأنَّ الطلب غير معقول. عاد شمعون حكاري فقاد الناجين من الآشوريين البالغ عددهم 50,000 عبر الجبال إلى بر الأمان في أورميا، لكنَّ الآلاف لقيوا حتفهم بسببِ البرد والجوع خلال هذه المسيرة. طردت تركيا عام 1924 آخر السكان المسيحيين في المنطقة.

### في تركيا
من أجل تتريكِ السُّكان المحليين، صدر في حزيران/يونيو 1927 القانون 1164 الذي سمحَ بإنشاء ما يُعرف بالمُفتشيَّات العامة (بالتركية: Umumi Müffetişlik)‏ التي نشطت في عددٍ من المحافظات بما في ذلك حكاري، سعرد، وان، ماردين ، بدليس، أورفة، معمورة العزيز وكذا ديار بكر. ظهرت أولُّ مفتشية عامَّة في الأول من كانون الثاني/يناير 1928 حيثُ تمركزت في ديار بكر. تُدَار المفتشيات العامة من قِبل المُفتش العام الذي كان يحكم بسلطةٍ واسعةِ النطاق في الشؤون المدنية والقضائية والعسكرية. حُلَّ مكتب المفتش العام عام 1952 إبَّان حكومة الحزب الديمقراطي على الرغم من أن ولاية حكاري ظلَّت محظورة على الأجانب حتى عام 1965. كانت حكاري في الفترة الممتدة من تموز/يوليو 1987 حتى آب/أغسطس 2002 ضمنَ ما عُرف حينها باسمِ منطقة الطوارئ، حيث كان تُحكم من قِبل المحافظ الأعلى الذي كان يتمتعُ بصلاحياتٍ إضافيةٍ بخلافِ المحافظ العادي، فكانت له القدرة مثلًا على نقل سكان الولاية وإعادة توطينهم بشكل دائم.